# Твртко Боровинић
Твртко Боровинић је био српски кнез из властелинске породице Боровинић која је имала своје посједе у источним дјеловима краљевине Босне. Носио је титулу, велики кнез босански.
Твртко је најзначјнији представник племићке куће Боровинића. У изворима се помиње први пут 1417. године као кнез свједок у повељи српског краља Стефана Остоје.
Оженио се Катарином Балшић, ћерком Балше и унуке херцега Хрвоја. Са њом је имао двоје дјеце Ивана и Милицу. Овај брак се први пут помиње 1423. године али је брак склопљен раније. Године 1416. Јелена удовица хеpцега Хрвоја се удаје за краља Остоју, који овом женидбом проширује своју власт на херцегове посједе. Претпоставља се да је женидба са унуком првог мужа босанске краљице могла бити узрок појављивања на краљевој повељи те даљем успону у хијерархији српске властеле.
На основу ове повеље се закључује да је Твртко наступао у име читаве династије, као најстарији и најистакнутији међу њима. Помиње се и на повељи којом краљ Стефан Остојић потврђује Дубровнику купљени дио Конавла. Са провалом турске војске у Босну почетком 1420. године, са њима је дошао и бивши краљ Твртко II, који се 1421. године вратио на престо краљевине Босне. У овом моменту када је већина властеле била за Твртка Другог, Боровинић је био до краја са Стефаном Остојићем, чак и у тренуцима када је било јасно да је Остојић изгубио круну. Боровинић се после овога брзо измирио са новим краљем.
Трвтко је тражио од Дубровчана 1421. године, да му додјеле приходе од куће која је раније припадала херцегу Хрвоју. Бавећи се оставштином Хрвоја, прихватили су захтјев његових унука Катарине и Доротеје, па су им 1423. године почели исплаћивати половину прихода од Хрвојеве заоставштине. Из повеље од новембра 1428. сазнаје се да је Твртко имао посједе у Високом и Сланом. Почетко 1432. године краљ Стефан Твртко II мјења политички правац па се почиње примицати политици Угарске и одмицати од утицаја Турске, што доводи до сукоба са већином властеле. Уз краља су тада остали само Ђурађ Војисалић, Радивојевићи и кнез Твртко Боровинић, док су остали ушли у сукоб са краљем. Услед притиска са свих страна краљ се повлачи у Угарску 1434. године, да би се вратио априла 1435. године. Исте године децембра мјесеца краљ се опет повлачи у Угарску, а са њим се тада у пратњи налазио и Твртко Боровинић. Током друге половине 1436. године краљ се враћа у земљу, а са њим и Боровинић, који крајем године издаје повељу у Високом. Ова повеља свједочи нову титулу Твртка Боровинића и представља последње свједочанство дјелатности великог кнеза босанског.
Тврьтка Боровинка милостю Божиwм великога кнеза босанскога
Твртка је наслиједио син Иван Боровинић који се помиње само једанпут и то у повељи од марта мјесеца 1447. године, гдје тражи од Дубровчана да дигне новац од куће у Дубровнику.
Твртко је носио титуле; кнез од 1417. до 1419, као кнез босански спомиње се 1428,1429,1430 и 1433, и као велики кнез босански 1436. године.